# Гай Петелій Лібон Візол (консул 360 року до н. е.)
Гай Пете́лій Лібо́н Візо́л (лат. Gaius Poetelius Libo Visolus; III століття до н. е.) — політичний, державний та військовий діяч Римської республіки, консул 360 року до н. е.

## Біографія
Походив з плебейського роду Петеліїв. Консульські фасти (лат. Fasti Capitolini) називають преномен батька і діда Гая Петелія — Гай і Квінт. Тому імовірно Гай Петелій був онуком децемвіра Квінта Петелія Лібона Візола.
360 року до н. е. його було обрано консулом разом з Марком Фабієм Амбустом. Гаю Петелію було доручено командування у війні з тібуртинцями, але, коли на допомогу останнім прийшли галли, сенат поспіхом призначив диктатора — Квінта Сервілія Агалу. Гай Петелій продовжував діяти в землях тібуртинців, перехопив втікачів після нанесеного їм Сервілієм поразки і загнав їх в ворота Тібура разом з військом, що вийшло їм на допомогу. По закінченню війни диктатор віддав хвалу обом консулам і перед сенатом, і перед народними зборами, і поступився їм всією честю перемоги. Гай Петелій отримав подвійний тріумф — над галлами і тібуртинцями, що викликало глузування з боку останніх.
З того часу про подальшу долю Гая Петелія згадок немає.

## Родина
- Син Гай Петелій Лібон Візол, консул 346 року до н. е.